# Aloe aldabrense
Aloe aldabrense é uma espécie de liliopsida do gênero Aloe, pertencente à família Asphodelaceae.